# Osthoffen
Osthoffen – miejscowość i gmina we Francji, w regionie Grand Est, w departamencie Dolny Ren.
Według danych na rok 1990 gminę zamieszkiwały 573 osoby, a gęstość zasiedlenia wynosiła 112 os./km².